# Michele Jaffe
Michele Jaffe (n. 20 de marzo de 1970 en Los Ángeles California, EE. UU.) es una escritora estadounidense, comenzó escribiendo novelas románticas de ambientación histórica y más tarde de suspense, para luego comenzar a escribir novelas de literatura juvenil.

## Biografía
Michele Jaffe nació el 20 de marzo de 1970 en Los Ángeles California, EE. UU.. Obtuvo un Doctorado en Literatura comparativa por la prestigiosa universidad de Harvard. Tras finalizar sus estudios, escribió un libro sobre el Renacimiento, y más tarde una novela romántica ambientada en la misma época. Tras cuatro novelas históricas, escribió dos novelas de suspense romántico y finalmente dos novelas de literatura juvenil.
Jaffe está casada y reside en Las Vegas, Nevada.

### Alboretti Saga(Saga Alboretti)
1. The Stargazer, 1999 (Pasión en Vencía)
2. The Water Nymph, 2000 (Tú eres mi deseo)
3. Lady Killer, 2002
4. Secret Admirer, 2002

### Novelas independientes
- Lover Boy, 2003
- Bad Girl, 2003

### Kitty Series
1. Bad Kitty, 2006
2. Kitty Kitty, 2008

### Antologías en colaboración
- Prom Nights from Hell, 2007 (Noches de baile en el infierno) (con Meg Cabot, Kim Harrison, Stephenie Meyer y Lauren Myracle) ("Verdades")